# Scirpophaga phaedima
Scirpophaga phaedima là một loài bướm đêm trong họ Crambidae.